# Zingster Strom

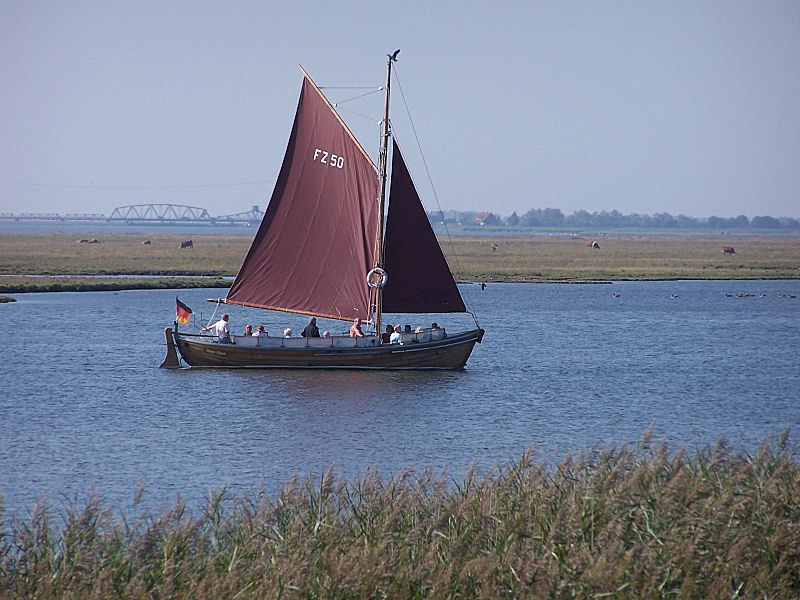
Zeesenboot auf dem Zingster Strom; im Hintergrund die Insel Kirr

Der Zingster Strom ist ein flussartig ausgeprägter Teil des Barther Boddens südlich von Zingst. Er wird von der Insel Kirr und der Zingst gebildet und verläuft in einem nach Süden geöffneten Halbkreisbogen in Ost-West-Richtung. Er ist teilweise nur unter hundert Meter breit und etwa drei Kilometer lang. Im Gegensatz zu den eher flachen Nachbargewässern ist er teilweise über sechs Meter tief. An seinem nördlichsten Punkt liegt der Ort Zingst mit seinem Hafen und einem Wasserwanderrastplatz. Die zwei kleineren Inseln Brunstwerder und Gänsebrink befinden sich im Strom. Über die Alte Stramminke hatte der Strom früher direkten Zugang zur Ostsee. 

## Lage
Koordinaten: 54° 25′ 38″ N, 12° 42′ 55″ O